# Ivan Regen
Ivan Regen (även känd som Johann Regen), född 9 december 1868, död 27 juli 1947, var en slovensk biolog, mest känd för sina studier inom bioakustiken.
Han föddes i byn Lajše, Oberkrain, i det som idag är Slovenien, där han som barn intresserade sig för insektljud. Hans familj kunde dock inte betala hans studier, så till en början studerade han vid det lokala seminariet till vilket han hade fått ett stipendium. Senare, när han hade lyckats spara ihop pengarna till utbildningsavgiften i Wien, påbörjade han studier i naturvetenskap vid Universitetet i Wien under Grobben, Exner, och Claus. Han fick sin fil.dr. 1897 och började sedan arbeta som gymnasielektor, först i Wien, och sedan i Weißkirchen, i dåtidens Mähren. Till slut flyttade han tillbaka till gymnasiet i Wien efter att ha rekommenderats av Exner, och där arbetade han fram till sin pension, 1918.
Under tiden började regen studera djurpsykologi, och han blev en av de första slovenska forskarna som arbetade utomlands efter Andra Världskriget. Efter att ha observerat vårtbitares och Syrsors Stridulation  visade han att insekter svarar på akustisk stimulus från andra individer och han lyckades få sina försöksdjur att svara på artificiella ljud skapade med en högtalare. Senare visade han att insekternas hörsel beror på hur intakt deras tympanal organ är, vilket var den första beskrivningen av detta organ. För sina bidrag är han sedd som grundaren av den moderna bioakustiken. Han studerade också andra psykologiska fenomen hos insekter, som andning, vinterdvala, och pigmentförändringar.
Regens största projekt var ett så kallat "geobiologiskt laboratorium", ett stort terrarium i vilket han studerade phonotaxis i stor skala. Han använde 1600 honor med intakta eller skadade hörselorgan för att med statistik undersöka deras beteende.
Han forskade privat från och med 1911 men behöll sin kontakt med Slovenien, där han gav stöd till flera lokala societeter och kulturella institutioner, och etablerade slovensk terminologi i fälten han jobbade inom. År 1921 blev han erbjuden en tjänst på Universitetet i Ljubljana men tackade nej. 1940 blev han medlem i "Slovenian Academy of Sciences and Arts" och blev också hedersmedlem i Slovenska Societeten för Naturhistoria.